# Cluedo

El tauler que representa la planta baixa de la vil·la

El Cluedo és un joc de tauler on els participants han de resoldre un crim fictici usant la seva capacitat de deducció. S'ha comès un assassinat i se n'ha d'esbrinar l'autor, l'arma i l'habitació on ha passat. El joc s'ha traduït al català.
A més d'algunes diferències de regles, algunes versions etiqueten els personatges, les armes, les habitacions i, en uns quants casos, el joc en si de manera diferent.
Al Canadà i als Estats Units, el joc es coneix com a Clue. Va ser rebatejat perquè el tradicional joc de taula britànic Ludo, en què es basa el nom, era menys conegut allà que la seva variant americana Parcheesi.
Les versions nord-americanes de Clue també substitueixen el personatge Reverend Green del Cluedo original per Mr. Green. Aquesta és l'única regió que continua fent aquest canvi. Els canvis menors inclouen Miss Scarlett amb el seu nom escrit amb una 't', la clau anglesa passa a anomenar-se clau anglesa i la daga passa a anomenar-se ganivet. A l'edició nord-americana del 2016, el ganivet es va canviar a daga. Fins al 2003, la canonada de plom només es coneixia com a canonada de plom a l'edició nord-americana.
En algunes versions internacionals del joc (principalment les en castellà), els colors d'algunes peces són diferents, per tal de correspondre amb els canvis en les variacions úniques del nom estranger de cada sospitós. En uns quants casos, les habitacions i les armes es canvien a més d'altres variacions regionals.
A Sud-amèrica, té llicència i es ven amb diversos noms. Al Brasil, es comercialitza amb el nom portuguès.

## Història
Reclos a casa seva a Birmingham, Anglaterra, durant els bombardejos aeris sobre la ciutat durant la Segona Guerra Mundial, Anthony E. Pratt, un músic i treballador d'una fàbrica anglès, va recordar els jocs de misteri i assassinat que jugaven alguns dels seus clients en concerts privats, així com la ficció detectivesca popular de l'època, sobretot Agatha Christie. El 1944, Pratt va sol·licitar una patent per a la seva invenció d'un joc amb temàtica d'assassinat i misteri, originalment anomenat Murder.  Poc després, Pratt i la seva dona, Elva Pratt (1913–1990), que havien ajudat a dissenyar el joc, el van presentar a l'executiu de Waddingtons, Norman Watson, qui el va comprar immediatament i va proporcionar el seu nom comercial de Cluedo (un joc de paraules entre clue i Ludo, la paraula llatina per a jo jugo i el nom d'un popular joc de taula basat en el Parxís). Es diu que el disseny de la casa del joc està basat en el que va ser l'Hotel Tudor Close a Rottingdean, Brighton i Hove, i les primeres edicions del joc es van titular Murder at Tudor Close.
Tot i que la patent es va concedir el 1947, l'escassetat de productes de la postguerra va ajornar el llançament oficial del joc al Regne Unit fins al 1949. Simultàniament, es va llicenciar a Parker Brothers als Estats Units per a la seva publicació, on va ser rebatejat com a Clue, ja que el nom Ludo no era gaire conegut allà, ja que els jocs d'estil Pachisi s'havien publicat amb altres noms i marques, de manera que el joc de paraules no s'hauria entès generalment.
Hi havia diverses diferències entre el concepte original del joc i el publicat inicialment el 1949. En particular, el disseny original de Pratt demanava 10 personatges, un dels quals havia de ser designat com a víctima mitjançant un sorteig aleatori abans de l'inici del joc. Aquests 10 incloïen els eliminats Mr. Brown, Mr. Gold, Miss Grey i Mrs. Silver. Els personatges de la infermera White i el coronel Yellow van ser rebatejats com a Mrs. White i Colonel Mustard per al llançament real. El joc permetia jugar fins a vuit persones. personatges restants, que donaven lloc a nou sospitosos en total. Originalment hi havia 11 habitacions, incloent-hi la sala d'armes i el celler eliminats. A més, hi havia nou armes, incloent-hi la bomba no utilitzada, la xeringa, el shillelagh (bastó/ garrot), l'atiador de llar de foc i la destral i el verí que més tard es van utilitzar. Algunes d'aquestes armes i personatges no utilitzats van aparèixer més tard en versions derivades del joc.
Alguns aspectes del joc també eren diferents. Cal destacar que les cartes restants es distribuïen a les habitacions per ser recuperades, en lloc de repartir-se directament als jugadors. Els jugadors també havien d'aterrar sobre un altre jugador per fer suggeriments sobre el personatge d'aquest jugador mitjançant l'ús de fitxes especials, i un cop esgotades, un jugador ja no podia fer suggeriments. Hi havia altres diferències menors, totes les quals es van actualitzar posteriorment amb el llançament inicial del joc i romanen essencialment sense canvis a les edicions estàndard de Classic Detective Game.
La metodologia utilitzada a les primeres versions de Cluedo és notablement similar a un joc de cartes americà tradicional, tot i que poc conegut: el rei de cors té cinc fills. Tanmateix, el mateix Pratt va dir que la seva inspiració va ser un joc de misteri d'assassinat que solia jugar amb els amics en què els joves «es congregaven a les cases dels altres per fer festes els caps de setmana. Jugàvem a un joc estúpid anomenat Murder, on els convidats s'acostaven als passadissos i la víctima cridava i queia a terra». El misteri de casa de camp va ser un subgènere popular de la ficció detectivesca anglesa acollidora a les dècades de 1920 i 1930; les històries estaven ambientades en una residència de la noblesa aïllada per circumstàncies com una tempesta de neu amb els sospitosos reunits per a una festa a casa de cap de setmana.

### Màrqueting
Cluedo es va comercialitzar originalment com a El gran nou joc de detectius quan es va llançar el 1949 a Amèrica del Nord. Ràpidament es va arribar a un acord per obtenir la llicència de El gran nou joc de Sherlock Holmes dels hereus de Sir Arthur Conan Doyle. La publicitat de l'època suggeria que els jugadors adoptarien la disfressa de Sherlock Holmes seguint el camí del criminal, però no apareixen representacions de Holmes a la publicitat ni a la caixa. Des del 1950 fins a la dècada del 1960, el joc es va comercialitzar com a El gran joc de detectius, moment en què es va convertir en el Joc de detectius dels germans Parker.
Amb el llançament de l'edició nord-americana de 1972, un anunci de televisió mostrava Holmes i Watson involucrats en un joc particularment competitiu. Adaptant-se als temps, als anuncis de televisió nord-americans de 1979, un detectiu, semblant a un incompetent inspector Clouseau de la popular franquícia cinematogràfica La Pantera Rosa, busca pistes. El 1986, l'eslògan de màrqueting va afegir Joc clàssic de detectius, que persisteix fins a l'última edició del 2002/2003.
Al Regne Unit, Cluedo es va comercialitzar com El gran joc de detectius des de mitjans dels anys cinquanta fins al 2000, quan va ser rebatejat com a Joc de detectius clàssic. Tanmateix, a mitjans dels anys cinquanta, Waddingtons també va adoptar un detectiu tipus Sherlock Holmes per adornar les seves cobertes de caixa durant un breu temps, tot i que, a diferència de les edicions nord-americanes, no es reconeixia que el personatge era realment el famós detectiu. A la dècada del 1980, com als Estats Units, Sherlock Holmes també va aparèixer en anuncis televisius de l'època, juntament amb altres detectius clàssics com Sam Spade.

## Diferències mundials
A més d'algunes diferències de regles esmentades anteriorment, algunes versions etiqueten els personatges, les armes, les habitacions i, en alguns casos, el joc en si de manera diferent. Al Canadà i als Estats Units, el joc es coneix com a Clue. Va ser retitulat perquè el tradicional joc de taula britànic Ludo, en el qual es basa el nom, era menys conegut allà que la seva variant americana Parcheesi.
Les versions nord-americanes de Clue també substitueixen el personatge Reverend Green de l'original Cluedo per Mr. Green. Aquesta és l'única regió que continua fent aquest canvi. Els canvis menors són Miss Scarlett amb el seu nom escrit amb una 't', la clau anglesa que s'anomena clau anglesa i la daga que es rebateja com a ganivet. A l'edició estatunidenca de 2016, el ganivet es va canviar per una daga. Fins al 2003, la canonada de plom només es coneixia com a canonada de plom a l'edició estatunidenca. En algunes versions internacionals del joc (principalment en castellà, els colors d'algunes peces són diferents, per tal de correspondre amb els canvis en les variacions úniques del nom estranger de cada sospitós. En uns quants casos, les habitacions i les armes es canvien a més d'altres variacions regionals.
A Amèrica del Sud, té llicència i es ven amb diversos noms. Al Brasil, es comercialitza amb el nom portuguès Detetive.

## Mecànica
Els jugadors representen els diferents convidats, i alhora sospitosos, que investiguen la mort del seu amfitrió. Els investigadors es desplacen pel tauler, que representa la planta baixa de la vil·la on s'ha comès l'assassinat, en la cerca de pistes que els permeti formular una hipòtesi per conèixer l'assassí, l'arma del crim i el lloc on s'ha comès.
Cada possibilitat està representada per una carta. A l'inici del joc se n'agafen tres (una de cada categoria) i es posen en un sobre negre sense que ningú les vegi. Aquesta serà la combinació d'elements que han permès el crim, la solució a la partida. La resta es reparteix a parts iguals entre els jugadors. En el seu torn, cada persona mou la seva fitxa pel tauler que representa la casa i pregunta a un altre jugador per un sospitós, una arma i un lloc. Si l'interpel·lat té una de les cartes, la mostra només a la persona que ha preguntat. Cada jugador va apuntant en un paper el resultat de les seves investigacions i guanya qui primer resol el crim.

## Repercussió
El joc s'ha fet molt popular, fins al punt d'inspirar pel·lícules i videojocs. Han sorgit diverses imitacions on l'ambientació del crim canviava però es mantenia el mecanisme de joc. A més a més, la mateixa Agatha Christie va incloure un joc semblant al Cluedo en una de les seves novel·les, Dead Man's Folly (El templet del mort), on Hercule Poirot jugava a un joc de taula de deducció per resoldre un cas d'assassinat.